# 李元亨 (酆王)
李元亨（619年—632年7月2日），唐高祖李淵第八子，尹德妃所生。
武德三年（620年），封酆王。玄武门之变前，其母尹德妃為了巩固地位及自身利益，千方百計巴結討好太子李建成、李元吉，陷害詆毀李世民，而且深怕唐高祖去世后，李元亨無依無靠，因此生母尹德妃與李建成、李元吉通姦，希望李建成、李元吉能關照自己的兒子。贞观二年（628年），任命为散騎常侍、金州（治所在今陕西安康）刺史。唐太宗作为兄长，思虑弟弟年幼，派遣使者察看弟弟的状況，賜与金杯。贞观六年六月十日（632年7月2日），李元亨去世，年仅十四岁，十二月十一日（633年1月26日）下葬。無子，封国除。

## 传記資料
- 《旧唐書》卷六十四 列传第十四 酆王元亨传
- 《新唐書》卷七十九 列传第四 酆王元亨传